# Apamea multicolora
Apamea multicolora là một loài bướm đêm trong họ Noctuidae.